# Bataille de Kellola
Révolution haïtienne
Batailles
Insurrections (1791-1793)
- Bois-Caïman
- Croix-des-Bouquets
- Morne Pelé
- 1re La Tannerie
- Port-au-Prince
- Le Cap-français

Interventions espagnoles et britanniques (1793-1798)
- 2e La Tannerie
- Marmelade
- Saint-Michel-de-l'Attalaye
- Ennery
- 3e La Tannerie
- Fort-Dauphin
- 1re Tiburon
- L'Acul
- La Bombarde
- 2e Tiburon
- Les Gonaïves
- Port-Républicain
- 1re Dondon
- Massacre de Fort-Dauphin
- Saint-Marc
- Léogane
- Saint-Raphaël
- Trutier
- 3e Tiburon
- 1re Verrettes
- Grande-Rivière
- Mirebalais
- Las Cahobas
- 2e Verrettes
- Petite-Rivière
- 2e Dondon
- 1re Les Irois
- Jean-Rabel
- 2e Les Irois

Guerre des couteaux (1799-1800)
- Jacmel

Expédition de Saint-Domingue (1802-1803)
- La Ravine-à-Couleuvres
- Kellola
- Plaisance
- La Crête à Pierrot
- Noyades du Cap-Français
- Port-au-Prince
- Vertières
- Massacres de 1804 en Haïti

La bataille de Kellola se déroula pendant l'expédition de Saint-Domingue au cours de la révolution haïtienne.

## La bataille
Les troupes rebelles du 9e régiment de grenadiers commandées par le général Jacques Maurepas occupaient la ville de Port-de-Paix.
Le régiment, fort de 2 000 hommes, avait été renforcé par 5 000 cultivateurs insurgés. 
Au début du mois, le général Jean Humbert débarqua avec 1 200 hommes dans la ville, mais il fut repoussé en perdant 400 hommes. Cependant la défaite de Toussaint Louverture à la bataille de la Ravine à Couleuvres isolait le régiment de Maurepas.
Leclerc commença par envoyer le général Jean-François Debelle avec 1500 hommes, en renfort par la mer, puis les troupes de Edme Desfourneaux, fortes également de 1 500 hommes, qui passèrent par le Gros Morne.
Encerclé et désespéré par la défaite de Toussaint, Maurepas se rendit le 25 février.